# سرتپه (بروجرد)
سرتپه Sar Tappeh روستایی است شامل دو بخش علیا و سفلی در شهرستان بروجرد منطقه ورکوه در استان لرستان. این روستا در دهستان شیروان در بخش مرکزی این شهرستان قرار دارد.
مردم این روستا لک می باشند و به زبان لکی سخن می گویند.

## جمعیت
بنابر سرشماری مرکز آمار ایران، جمعیت این روستا در سال ۱۳۸۵، برابر با ۱۵۸ نفر بوده‌است که از این میان ۸۲ نفر مرد و بقیه زن بوده‌اند. سر تپه ۳۴ خانوار جمعیت دارد.